# ダニー・ミノーグ
ダニー・ミノーグ（Dannii Minogue、本名：ダニエル・ジェーン・ミノーグ、Danielle Jane Minogue、1971年10月20日 - ）は、オーストラリア出身の歌手・女優・ファッションデザイナー、実業家。姉はポップ歌手のカイリー・アン・ミノーグ（Kylie Ann Minogue）。2021年現在はオーストラリアに居住。ゲイ・アイコンの一人として知られる。

## 来歴・人物
メルボルン出身。父親のロナルド・チャールズ・ミノーグ（Ronald Charles Minogue）はアイルランド系、母親のキャロル・ミノーグ（Carol Minogue）はウェールズ系。姉のカイリーも世界的に活躍するポップ歌手である。他に弟のブレンダンがいる。1979年頃から姉カイリーと共に子役としてオーストラリアのテレビで活躍後、1990年にオーストラリアでレコードデビュー。デビュー・シングルの「ラヴ&キッス」は全英8位、豪州4位のヒットになり幸先の良いスタートを切る。
日本でのデビューアルバムは1991年4月1日の『ラヴ&キッス』（原題：Party Jam）、このアルバムは前年にオーストラリアで発売されたデビューアルバム『Dannii』のジャケットやタイトルなどが変更されたもの。
同年にはイギリスでのデビューアルバム『ジャンプ・トゥ・ザ・ビート』（原題：Love and Kisses）が発売。基本的には前出の2作とは変わらないが収録曲が2曲追加されたり、一部楽曲のアレンジが変更されている。このアルバムは全英8位の好成績を収め、オーストラリア以上にイギリスで人気を獲得することになり、姉のカイリー同様にイギリスを主な活動拠点として活躍。
1993年には2ndアルバム『ゲット・イントゥ・ユー』をリリースするが、全英52位とチャートセールスは失敗に終わる。しかしこのアルバムに収録されている「ディス・イズ・イット」が全英10位のヒット。
1994年1月には俳優のジュリアン・マクマホンと結婚するが、1年後に破局。
1995年にはオーストラリアの『PLAYBOY』でヌードを披露。後にこのことについて後悔しているという発言をしている。
1995年、小室哲哉のプロジェクトであるEUROGROOVEにゲスト・ヴォーカルとして「RESCUE ME」と「BOOGIE WOOGIE」の2曲に参加。
1997年にはレコード会社を移籍し3枚目となるアルバム『ガール』を発売。先行シングルの「オール・アイ・ワナ・ドゥ」が全英4位、全英ダンスチャート1位のヒットになるも、アルバムは全英57位という結果に終わってしまう。
1998年には初のUKツアーを開催（全23公演）。
1999年頃には、レーシング・ドライバーのジャック・ヴィルヌーヴと婚約するが2001年に破局。

### 2000年代
その後、ミュージカル『ノートルダム・ド・パリ』で主演を務めたりなどするも、音楽活動は休業状態になる。だが2001年にRIVAのフィーチャリング・アーティストとして参加した「フー・ドゥ・ユー・ラヴ・ナウ?」が全英3位のビッグ・ヒットになったことでカムバックを果たす。
2003年には6年ぶりのニュー・アルバム『ネオン・ナイツ』を発表。アルバムは全英8位を記録し、このアルバムから発売した全てのシングルが全英でTOP10入りを記録した。
その後も、常に最新のクラブシーンを意識した曲作りで現在に至るまでコンスタントにヒット曲を飛ばしている。1997年の「オール・アイ・ワナ・ドゥ」から2015年の「サマー・オブ・ラヴ」までイギリスで発売したシングルが12作連続で全英ダンスチャートで1位になっている。
2007年、イギリスのオーディション番組「Xファクター」とオーストラリアのオーディション番組「オーストラリアズ・ゴット・タレント」の審査員に就任した事で新たな人気を獲得。番組で着る服のセンスの評価が高く、オーストラリアやイギリスではファッション・アイコンとして人気である。この頃から居住をイギリスからオーストラリアへ戻す。
2008年からは英国出身のモデルであるクリス・スミス (Kris Smith)と交際。一児（イーサン・エドワード・ミノーグ・スミス、Ethan Edward Minogue-Smith）をもうけたが、2012年に破局した。

### 2010年代以降

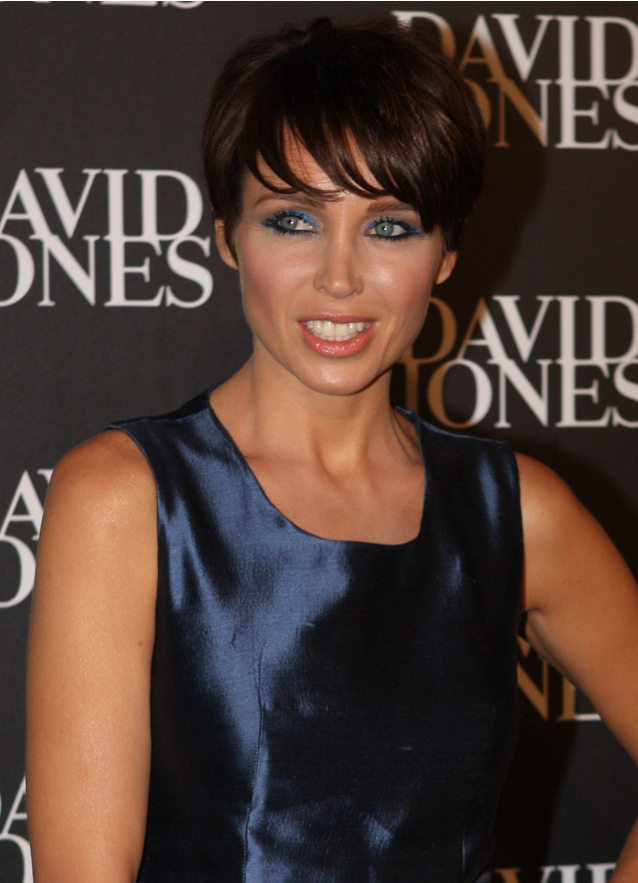
2012年

2010年、ITV2でダニーに密着したドキュメンタリー番組『スタイル・クイーン』を3週に渡って放映。
2013年からはオーストラリア版の「Xファクター」の審査員を務めた。また、オールタイム・ベスト『ディス・イズ・イット: ザ・ヴェリー・ベスト・オブ』を発売。
2014年には自分自身でファッションサイト danniishop.comを立ち上げる。オーストラリアのTargetにて身体の小さい人向けの洋服の販売を開始する。
2015年、久しぶりに音楽界にカムバック宣言をする。同年のゲイ・アンド・レズビアン・マルディ・グラに出演し、新曲「サマー・オブ・ラヴ」を iTunesよりダウンロード配信する。また姉のカイリーとのデュエット曲「100ディグリーズ」を発表。
2019年から2021年まで『ザ・マスクド・シンガー』オーストラリア版の審査員に就任した。
2023年にはBBC Threeなどで放送されたゲイの男性を対象とした初の恋愛リアリティ番組『アイ・キスド・ア・ボーイ』のホストを務め、テーマソング「ウィー・クッド・ビー・ザ・ワン」も担当した。このシングルの収益はLGBTQを対象とした電話相談サービス "スイッチボード" に寄付される。
2024年、オートンと組んだ新曲「シンキング・バウト・アス」をリリース。

## ディスコグラフィー

### オリジナル・アルバム
- 1990/1991 Dannii (オーストラリア)/ラヴ&キッス (Party Jam 日本)/Love and Kisses (ヨーロッパ) (豪24位、英8位)
内容は基本的に同じだが、各国によって収録曲の追加やアレンジの差し替え、曲順やジャケット、タイトルの変更などがある。
- 1994 ゲット・イントゥ・ユー (Get Into You) (英52位,豪53位)
- 1997 ガール (Girl) (英57位,豪69位)
- 2003 ネオン・ナイツ (Neon Nights) (英8,米エレクトロニック14位,豪25位,独68位,日134位)(200万枚)
- 2007 クラブ・ディスコ (Club Disco) (英ダンスチャート2位）

### ベスト・アルバム
- 1998 ザ・シングルス (The Singles)
- 2006 ザ・ヒッツ・アンド・ビヨンド (The Hits and Beyond)
- 2007 Unleashed
ダニー自身が選曲、1997年から2003年までのヒット曲に未発表曲9曲を収録したコンピレーション。
- 2013 ディス・イズ・イット: ザ・ヴェリー・ベスト・オブ (This is It: The Very Best of)

### コンピレーション・アルバム
- 2009 The 1995 Sessions
1995年ごろに3rdアルバムとして制作されていたがお蔵入りになっていた作品集。

### リミックス・アルバム
- 1991 ラブ&キッス〜サクセス・UKリミックス (U.K. Remixes)

### シングル
| 年   | タイトル                           | 最高順位 | 最高順位       | 最高順位             | 最高順位   |
| 年   | タイトル                           | 全英     | オーストラリア | 全米ビルボードダンス | 全英ダンス |
| ---- | ---------------------------------- | -------- | -------------- | -------------------- | ---------- |
| 1990 | "Love and Kisses"                  | 8        | 4              |                      |            |
| 1990 | "Success"                          | 11       | 28             |                      |            |
| 1990 | "I Don't Wanna Take This Pain"     | 40       | 92             |                      |            |
| 1991 | "Jump to the Beat"                 | 8        | 48             |                      |            |
| 1991 | "Baby Love"                        | 14       | 26             |                      |            |
| 1992 | "Show You The Way To Go"           | 30       |                |                      |            |
| 1992 | "Love's On Every Corner"           | 44       |                |                      |            |
| 1993 | "This Is It"                       | 10       | 13             |                      |            |
| 1993 | "This Is The Way"                  | 27       | 45             |                      |            |
| 1992 | "Get Into You"                     | 36       | 79             |                      |            |
| 1997 | "All I Wanna Do"                   | 4        | 11             |                      | 1          |
| 1997 | "Everything I Wanted"              | 15       | 44             |                      | 1          |
| 1998 | "Disremembrance"                   | 21       | 53             |                      | 1          |
| 1998 | "Coconut"                          |          |                |                      |            |
| 1999 | "Everlasting Night"                |          | 42             |                      |            |
| 2001 | "Who Do You Love Now?"             | 3        | 15             | 1                    | 1          |
| 2002 | "Put the Needle on It"             | 7        | 11             | 74                   | 1          |
| 2003 | "I Begin to Wonder"                | 2        | 14             | 2                    | 1          |
| 2003 | "Don't Wanna Lose This Feeling"    | 5        | 22             | 8                    | 1          |
| 2004 | "You Won't Forget About Me"        | 7        | 20             | 5                    | 1          |
| 2005 | "Perfection"                       | 11       | 13             |                      | 1          |
| 2006 | "So Under Pressure"                | 20       | 16             |                      | 1          |
| 2007 | "I Can't Sleep At Night"           |          |                |                      | 1          |
| 2007 | "He's the Greatest Dancer"         |          | 37             |                      | 1          |
| 2007 | "Touch Me Like That"               | 48       |                |                      | 1          |
| 2015 | "Summer of Love"                   |          |                |                      |            |
| 2015 | "100 Degrees (with Kylie Minogue)" |          |                |                      |            |
| 2017 | "Holding On"                       |          |                |                      |            |
| 2017 | "Galaxy"                           |          |                |                      |            |
| 2023 | "We Could Be The One"              |          |                |                      |            |
| 2024 | "Thinking 'Bout Us"                |          |                |                      |            |

## 受賞
- Maxim Award Best Stage Performance in (2001)
- Capital FM Awards Capital Rhythm Award (2003)
- Disney Channel Awards Best Female Artist (2003)